# Josef Hronek (fotbalista)
Josef Hronek (17. října 1921 Kamenice nad Lipou – 2. října 2004) byl český fotbalový útočník a československý reprezentant.

## Hráčská kariéra
Za československou reprezentaci odehrál 1 utkání (s Polskem roku 1948). Je mistrem Československa z let 1946 a 1948, oba tituly získal se Spartou Praha. V československé lize hrál za AC Sparta Praha, SK Židenice a MEZ Židenice.

## Prvoligová bilance
| Ročník                                     | Zápasy | Góly | Klub                   |
| ------------------------------------------ | ------ | ---- | ---------------------- |
| Národní liga 1940/41                       | -      | 4    | AC Sparta Praha        |
| Národní liga 1941/42                       | -      | 4    | AC Sparta Praha        |
| Národní liga 1942/43                       | -      | 7    | AC Sparta Praha        |
| Národní liga 1943/44                       | 15     | 2    | SK Židenice            |
| Státní liga 1945/46                        | –      | 3    | AC Sparta Praha        |
| Státní liga 1946/47                        | -      | 3    | AC Sparta Praha        |
| Státní liga 1947/48                        | -      | 2    | AC Sparta Praha        |
| Státní liga 1948                           | -      | 4    | Sokol Sparta Bubeneč   |
| Celostátní československé mistrovství 1949 | -      | 7    | Bratrství Sparta Praha |
| Mistrovství československé republiky 1952  | 20     | 3    | MEZ Židenice           |
| CELKEM I. LIGA                             | 131    | 39   |                        |